# Tricentrus sumatranus
Tricentrus sumatranus är en insektsart som beskrevs av Schmidt 1926. Tricentrus sumatranus ingår i släktet Tricentrus och familjen hornstritar. Inga underarter finns listade i Catalogue of Life.